# Christian Lange (Mediziner)

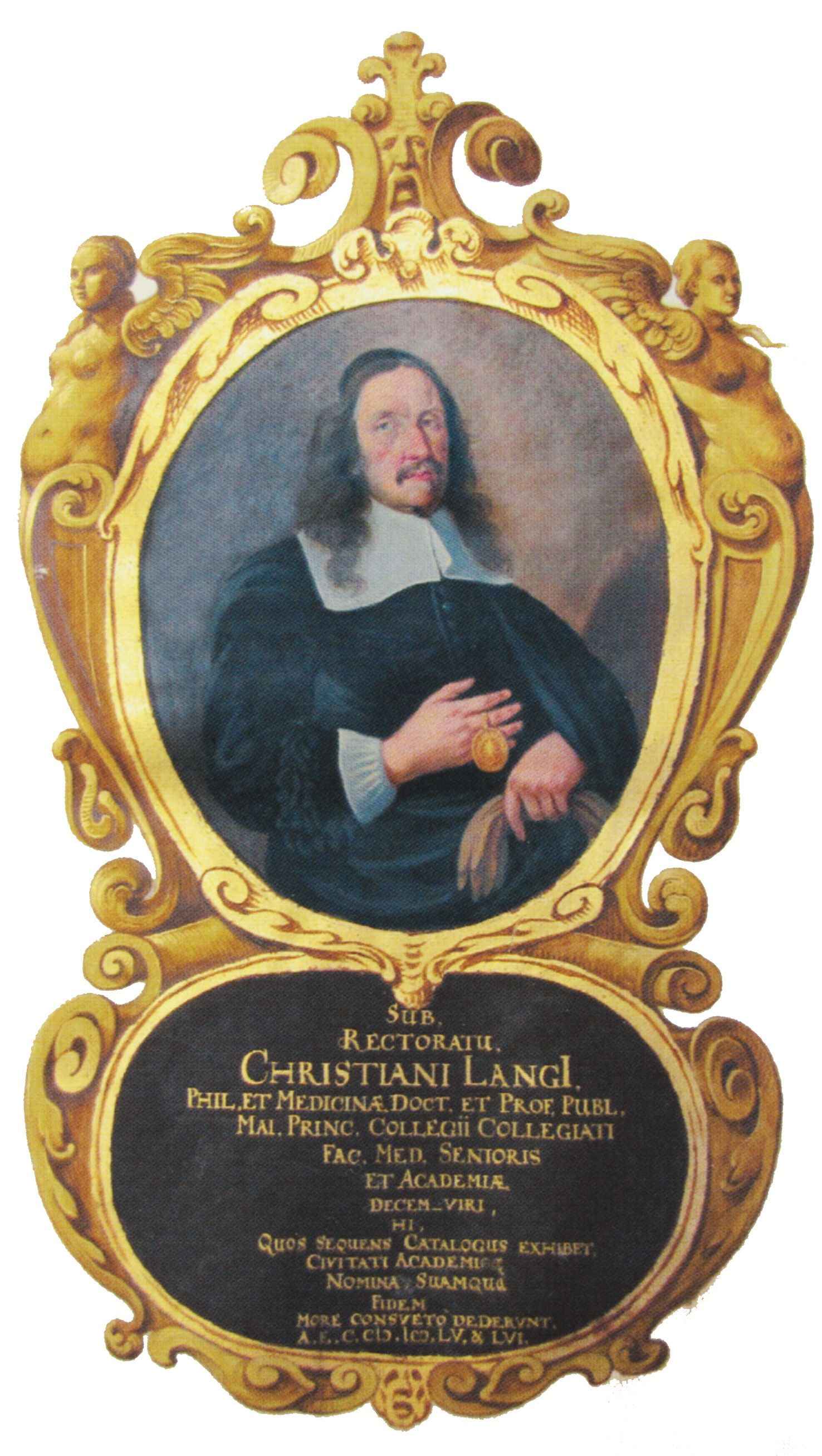
Christian Lange d. J. 1655

Christian Lange d. J. (* 9. Mai 1619 in Lucka bei Altenburg; † 14. März oder 24. März 1662 in Leipzig) war ein deutscher Mediziner. 

## Leben
Christian Lange war der Sohn des Leipziger Theologen Christian Lange d. Ä. (1585–1657) und seiner Ehefrau Katharina, der Tochter des Pegauer Superintendenten Johann Feller.
Er studierte zunächst an der Universität Wittenberg, wo er um das Jahr 1637 den Dresdner Alchemisten August Hauptmann (1607–1674) als Zimmergenossen kennenlernte, dem er sein Leben lang freundschaftlich verbunden blieb. Durch ihn und dessen Onkel, dem Arzt und Alchemiker Anton Kröß (1582–1637) kam Lange erstmals mit der Chemie, genauer der Alchemie, in Berührung. Anschließend ging er zu einem Medizinstudium an die Universität Leipzig. Nach dem Baccalaureat begann er eine dreijährige Bildungsreise, die ihn zunächst an die Universität Padua führte, wo er sich bei dem Anatomen und Chirurgen Pietro de Marchetti (1589–1673) weiterbildete. Die weitere Reise führte über Rom, Venedig, Frankreich, England und die Niederlande.
Wieder in Leipzig wurde er 1644 mit der Arbeit „De Abortu“ (Über die Fehlgeburt) promoviert. Nun folgten mit steigender Bedeutung die Berufungen auf die Lehrstühle für Physiologie (1644), Anatomie (1647) und Pathologie (1654). Im Wintersemester 1655 war er Rektor der Universität.
Nebenher beschäftigte er sich mit seinem Freund Hauptmann mit der chemischen Untersuchung sächsischer Heilquellen. Die Verselbständigung der Chemie begann an der Universität Leipzig erst kurz nach seinem Tod mit dem Extraordinariat für Chemie 1668.
Ein weiteres Feld des Gespanns Lange/Hauptmann war die von Augustus Quirinus Rivinus (August Bachmann) mitbegründete Lehre der „Pathologia animata“, die darauf beruhte, dass fast alle Krankheiten auf kleinen Lebewesen (Würmer und Milben) im menschlichen Körper beruhen, die den Krankheitsverlauf wesentlich mitbestimmen sollten. Der italienische Universalgelehrte Athanasius Kircher (1602–1680) führte sogar Seuchen auf diese kleinen Organismen zurück. Lange sah seine Thesen durch Kircher bestätigt und ließ Kirchers Traktat Scrutinium de peste mit einem persönlichen Vorwort verlegen.

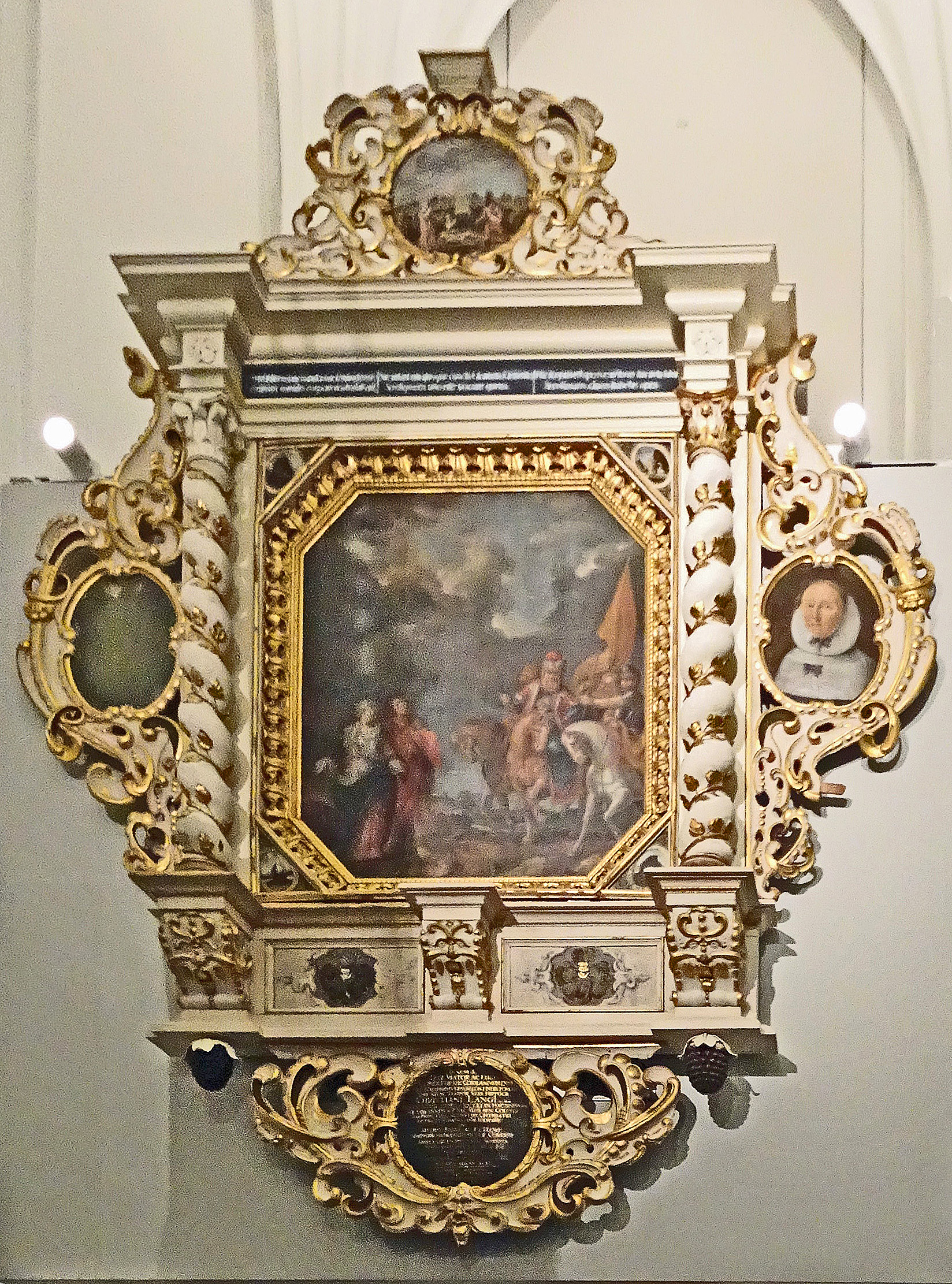
Sein Epitaph (2017)

1654 heiratete er Anna Maria Macasius (1615–1681), die Tochter des Zwickauer Arztes und Löwen-Apothekers Paul Macasius (1585–1644). Die Ehe blieb kinderlos. Langes Tod 1662 wird mit Spätfolgen einer Verletzung in Zusammenhang gebracht, die er durch einen Überfall schwedischer Soldaten erfuhr. die Leipzig bis 1650 besetzten. Drei Jahre nach Langes Tod heiratete die Witwe seinen Freund August Hauptmann, den sie ebenfalls überlebte. 
Langes Epitaph aus der 1968 gesprengten Universitätskirche St. Pauli Leipzig ist seit 2017 in der neu errichteten Paulinum – Aula und Universitätskirche St. Pauli Leipzig zu sehen.
Der Mediziner Christian Johann Lange (1655–1701) war sein Neffe.

## Werke
- Tractatus de Thermis Carolinis.
- Christiani Langii, Phil. & Med. D. ... Pathologia Animata, seu Animadversiones in Pathologiam Spagiricam Clarissimi Viri Petri Johannis Fabri: Quibus morbos omnes ex genuinis suis causis, animata potissimum putredine, & verioribus hinc etiam curandi Principiis, inaudita hactenus methodo explicat. Opus diu desideratum post obitum demum Autoris Editum, Oehrlingius, 1688, Mitwirkende: Pierre Jean Fabre, Johannes Centurio Macasius (ein Verwandter von Langes Ehefrau).